# 新浦老屋
29°53′19.86″N 121°52′46.42″E / 29.8888500°N 121.8795611°E
新浦老屋位于中国浙江省宁波市北仑区霞浦街道霞浦中路210号，民国建筑，原为带左右侧院的三合院式建筑，现存主院正房、左右厢房及右侧院右偏房，为穿山轮船公司经理胡志厚的私宅，2013年修缮，2017年12月1日成为张人亚党章学堂，2023年9月1日公布为宁波市文物保护单位。